# Más (canção de Ricky Martin)
"Más" é uma canção do cantor porto-riquenho de pop e música latina Ricky Martin, extraída de seu nono álbum de estúdio, intitulado Música + Alma + Sexo (2011). A canção foi lançada como single oficial em 5 de abril de 2011.

## Videoclipe
O videoclipe estreou no dia 28 de abril de 2011, na conta oficial do cantor no VEVO. O vídeo foi dirigido por Simon Brand e mostra uma performance ao vivo da Música + Alma + Sexo World Tour em Porto Rico.

### Sinopse
O vídeo mostra toda a energia de Ricky nos palcos, juntamente com seus dançarinos e músicos, a essência do espetáculo, acompanhado do seu público natal porto-riquenho. O vídeo foi gravado ao vivo em março de 2011.

## Formatos e lista de faixas
Digital single
1. "Más" – 4:09

Digital single
1. "Más" (Wally Bilingual Remix) – 4:27

Digital EP (US)
1. "Más" – 4:09
2. "Más" (Ralphi Rosario Spanish Radio Remix) – 4:08
3. "Más" (Wally López Ibiza Es Más Radio RMX) – 4:27

Digital EP (Europe)
1. "Más" (Wally López Factomania In Miami RMX) – 4:20
2. "Más" (Wally López Ibiza Es Más Radio RMX) – 4:27
3. "Más" (Wally López Ibiza Es Más RMX) – 7:11

## Remixese outras versões
Em 2 de abril de 2011, Ricky Martin gravou "Freak of Nature", uma versão em inglês de "Más". O Wally López Bilingual Remix foi lançado em 13 de junho de 2011. "Más" (Remixes) foi lançado em 14 de junho de 2011, nos EUA. Ele contém remixes produzidos Ralphi Rosario e Wally López. "Más" (Wally López Remixes) foi lançado na Europa em 8 de julho de 2011. O EP inclui três remixes produzidos por López. "Más" (Wally Remix Bilingual) também foi incluído no lançamento no Reino Unido do álbum 17: Greatest Hits.

## Desempenho nas paradas musicais
| Parada musical (2011)                 | Melhor posição |
| ------------------------------------- | -------------- |
| Argentina (Argentina Top 100)         | 1              |
| Bolívia (Bolivian Single Charts)      | 4              |
| Chile (Chilian Charts)                | 8              |
| Costa Rica (Costa Rica Single Charts) | 9              |
| Cuba (Cuban Single Charts)            | 21             |
| Equador (Ecuador Top 100)             | 10             |
| Espanha (Spanish Singles Chart)       | 43             |
| Guatemala (Guatemala Airplay Chart)   | 9              |
| Panamá (Panama 75M Chart)             | 5              |
| Paraguai (Paraguaian Single Charts)   | 5              |
| Porto Rico (Puerto Rico Charts)       | 10             |
| Suécia (Sverigetopplistan)            | 72             |
| Uruguai (Uruguai Charts)              | 1              |
| US Billboard Hot Dance Club Songs     | 7              |
| US Billboard Hot Latin Songs          | 13             |
| US Billboard Latin Pop Airplay        | 2              |
| US Billboard Latin Tropical Airplay   | 30             |

| Parada (2011)                | Posição |
| ---------------------------- | ------- |
| US Billboard Latin Pop Songs | 28      |